# Алвес, Маркос Пауло
Маркос Пауло Алвес (порт.-браз. Marcos Paulo Alves; 11 мая 1977, Дорезополис, Бразилия) — бразильский футболист, защитник.
Выступал за сборную Бразилии, в составе которой становился обладателем Кубка Америки и финалистом Кубка конфедераций. Также играл за «Крузейро», с которым стал двукратным обладателем Кубка Бразилии, обладателем Кубка Либертадорес и победителем Рекопа Южной Америки.

## Биография

### Клубная карьера
Во взрослом футболе дебютировал 1996 году выступая за команду «Крузейро», в которой провёл пять сезонов, приняв участие в 69 матчах чемпионата. За это время завоевал титул обладателя Кубка Бразилии, становился обладателем Кубка Либертадорес. Успешная игра в Бразилии была замечена клубами из Европы. В 2001 году был отправлен в аренду в «Удинезе», но у него были большие трудности в адаптации, и трудности в коллективе. В 2002 году отправлен в другой клуб «Спортинг» (Лиссабон), из-за большой конкуренции в защите сыграл всего в трёх матчах чемпионата Португалии, играл в Лиге чемпионов и Кубке УЕФА.
В 2003 году перешёл «Гремио», он смог завоевать место в основе. В сезоне 2003/04 перешёл в «Маккаби» (Хайфа), выиграл титул чемпиона Израиля, но несмотря на возможность сыграть в Лиге чемпионов, вернулся на родину. В сезоне 2004/05 перешёл в «Гуарани» (Кампинас). Зимой 2006 года перешёл в харьковский «Металлист», подписал двухлетний контракт, провёл всего один матч в чемпионате Украины. В 2006 году подписал договор с «Португеза Деспортос». В 2007 году перешёл в японскую «Иокогаму».
В январе 2008 года он перешёл в «Симидзу С-Палс» в обмен на игрока Кататау. Играл роль основного опорного полузащитника команды.
В состав клуба «Форталеза» присоединился 2011 года, где и завершил свою игровую карьеру.

### Карьера в сборной
В течение 1998—2000 годов привлекался в состав молодёжной сборной Бразилии. На молодёжном уровне сыграл в 15 официальных матчах, забил 1 гол.
7 апреля 1999 года дебютировал в сборной Бразилии в матче с США (7:0), в том же матче отметился забитым голом. Принял участие в кубке Америки 1999 и кубке конфедераций 1999. Всего провёл в форме главной команды страны 3 матча, забив 1 гол.

## Достижения
- Обладатель Кубка Бразилии (2): 1996, 2000
- Обладатель Кубка Либертадорес (1): 1997
- Победитель Рекопа Южной Америки (1): 1998
- Обладатель Кубка Америки (1): 1999
- Финалист Кубка конфедераций (1): 1999
- Чемпион Израиля (1): 2003/04